# Bank Ċentrali ta' Malta
Central Bank of Malta är Maltas centralbank. Den grundades den 17 april 1968 och har sitt säte i Valletta. Sedan den 1 maj 2004 utgör den en del av Europeiska centralbankssystemet. Centralbankschef är Mario Vella.